# Беллерман, Иоганн Фридрих
Иоганн Фридрих Беллерман(нем. Johann Friedrich Bellermann; 8 марта 1795, Эрфурт — 5 февраля 1874, Берлин) — немецкий музыковед, филолог, один из основателей современного музыкального антиковедения. Отец музыковеда Генриха Беллермана.

## Биография
Родился 8 марта 1795 года в Эрфурте, где его отец Иоганн Иоахим Беллерман (1754—1842) был профессором университета и директором гимназии.
В 1804 году семья переехала в Берлин, где вместе со старшим братом Христианом Фридрихом он стал учиться в гимназии «Grauen Kloster», где их отец до 1828 года был директором.
Во время Освободительной войны вступил добровольцем в Отряд фон Лютцова, затем — в прусском артиллерийском корпусе Йорка. 
После войны изучал теологию и философию в Берлинском и Йенском университетах и завершив обучение был принят в Королевский педагогический семинар Августа Бёка, находясь в котором с 1819 года стал преподавал греческий язык, религию и музыкальные дисциплины в гимназии «Grauen Kloster»; с 1821 года — старший преподаватель, с 1823 — профессор; с 1847 по 1867 годы был директором гимназии. Защитив диссертацию на теологическом факультете Йенского университета, он стал доктором богословия.
С 1861 по 1869 год он был членом совета директоровПевческой академии в Берлине. 
Сделал ценный вклад в историю музыки своими изысканиями в области древнегреческой музыки. Обнаружил и опубликовал сборник ранее неизвестных ранневизантийских трактатов о музыке (1841), получивших с тех пор известность как Анонимы Беллермана. В фундаментальном труде «Die Tonleitern und Musiknoten der Griechen» (1847) впервые расшифровал греческую буквенную нотацию. Обнародованная (в той же книге) впервые ладовая трактовка Беллерманом древнегреческой звуковысотной системы (носящая отпечаток господствовавшего в то время мажорно-минорного её представления) определила научные трактовки гармонии в древнегреческой музыке на несколько десятилетий (например, у Р. Вестфаля и Ю. Н. Мельгунова).
Автор популярных в Германии того времени «Школьной грамматики греческого языка» и «Книги для чтения на греческом языке» (и та и другая книги неоднократно переиздавались, в том числе посмертно), в 1857 году издал трагедию Софокла «Царь Эдип».
Умер 5 февраля 1874 года. Похоронен на кладбище Св. Марии и Св. Николая в берлинском районе Пренцлауэр-Берг.
Его сыновья: Генрих (1832–1903), Людвиг (1836–1915) и Густав (1838–1918).

## Издания и сочинения
- Die Hymnen des Dionysios und Mesomedes. — Berlin, 1840.
- Anonymi scriptio de musica. Bachii senioris introductio artis musicae. — Berlin, 1841.
- Die Tonleitern und Musiknoten der Griechen. — Berlin, 1847.
- Griechische Schulgrammatik und Lesebuch zur Erlernung des Attischen Dialects: 1. Grammatik. 4. Aufl., Leipzig 1878.
- Griechische Schulgrammatik und Lesebuch zur Erlernung des Attischen Dialects: 2. Lesebuch. 6. Aufl., Leipzig, 1882.